# Kanako Ito (futbolista)
Kanako Ito (伊藤 香菜子 Ito Kanako?,  nacido el 20 de julio de 1983 en Tokio) es una futbolista japonesa que jugaba como centrocampista.
Ito jugó 13 veces y marcó 3 goles para la selección femenina de fútbol de Japón entre 2001 y 2012.

## Trayectoria

### Clubes
| Club                                            | País  | Año         |
| ----------------------------------------------- | ----- | ----------- |
| Nippon TV Beleza                                | Japón | 1999 - 2008 |
| Nippon TV Beleza                                | Japón | 2010 - 2012 |
| AS Elfen Saitama                                | Japón | 2013 - 2014 |
| INAC Kobe Leonessa                              | Japón | 2015        |
| Chifure AS Elfen Saitama                        | Japón | 2016        |
| Nippon Sport Science University Fields Yokohama | Japón | 2017        |
| Chifure AS Elfen Saitama                        | Japón | 2018 -      |

### Selección nacional
| Selección | País  | Año         |
| --------- | ----- | ----------- |
| Absoluta  | Japón | 2001 - 2012 |

## Estadística de equipo nacional
| Selección femenina de fútbol de Japón | Selección femenina de fútbol de Japón | Selección femenina de fútbol de Japón |
| Año                                   | Partidos                              | Goles                                 |
| ------------------------------------- | ------------------------------------- | ------------------------------------- |
| 2001                                  | 6                                     | 2                                     |
| 2002                                  | 3                                     | 0                                     |
| 2003                                  | 0                                     | 0                                     |
| 2004                                  | 0                                     | 0                                     |
| 2005                                  | 0                                     | 0                                     |
| 2006                                  | 0                                     | 0                                     |
| 2007                                  | 1                                     | 1                                     |
| 2008                                  | 0                                     | 0                                     |
| 2009                                  | 0                                     | 0                                     |
| 2010                                  | 0                                     | 0                                     |
| 2011                                  | 0                                     | 0                                     |
| 2012                                  | 3                                     | 0                                     |
| Total                                 | 13                                    | 3                                     |